# Bầu cử lập pháp Pháp 1958
Cuộc bầu cử lập pháp diễn ra vào ngày 23 và 30 tháng 11 năm 1958 ở Pháp để bầu ra Quốc hội đầu tiên của đệ ngũ Cộng hòa.
Từ 1954, đệ tứ Cộng hòa Pháp sa lầy trong chiến tranh Algérie. Vào tháng 5 năm 1958, Pierre Pflimlin, một người dân chủ Cơ đốc giáo trở thành thủ tướng. Ông được biết đến là ủng hộ việc thương lượng với những người dân tộc chủ nghĩa Algérie.
Vào ngày 13 tháng 5, bạo loạn nổ ra ở Algiers, với sự đồng lõa của quân đội được biết là khủng hoảng tháng 5 năm 1958 ở Pháp. Một chính quyền nổi loạn nắm quyền tại Algiers để bảo vệ "Algérie thuộc Pháp". Ngày hôm sau, tướng Massu kêu gọi sự trở lại của tướng Charles de Gaulle.
Các tướng nổi dậy kiểm soát Corsica, với sự tham gia của các lực lượng nhảy dù và thiết giáp ở Rambouillet. Tại Paris, các nhà lãnh đạo chính trị cố gắng tìm kiếm một thỏa hiệp. Ngày 1 tháng 6, 12 năm kể từ khi đột ngột từ chức lãnh đạo chính phủ lâm thời Cộng hòa Pháp, de Gaulle thay thế Pflimlin làm lãnh đạo của một chính phủ đoàn kết dân tộc và đề cử Pierre Pflimlin (Phong trào Cộng hòa Nhân dân), Guy Mollet (Chi bộ Pháp của Quốc tế Công nhân), Louis Jacquinot (Trung tâm Quốc gia Những người độc lập và Nông dân), và Félix Houphouët-Boigny vào chức vụ Phó Thủ tướng. Chỉ những chính trị gia Cộng sản hoặc Tả khuynh như Pierre Mendès France, François Mitterrand mới phản đối cuộc "đảo chính lật đổ nền Cộng hòa" này. Đỉnh điểm vào ngày de Gaulle nhậm chức, một cuộc biểu tình rầm rộ hơn 200.000 người tại Paris phản đối trao quyền lực phi thường cho de Gaulle. Tuy nhiên, những người này chạm trán một cuộc biểu tình đối nghịch bằng còi xe ngay tối đó trên đại lộ Champs Elysées. Các cuộc biểu tình của hai phe tiếp tục nổ ra ở thành phố khác như Bordeaux và Toulouse.
Ngày 28 tháng 9, hiến pháp mới đã được chấp thuận bởi cuộc trưng cầu dân ý với tỷ lệ chấp thuận là 83% trong khối Liên hiệp Pháp và 79% trong chính quốc Pháp, qua đó nền đệ ngũ Cộng hòa được thành lập. Thể thức bầu cử hai vòng được dùng trở lại cho bầu cử lập pháp. Phái Gaullist lập Liên hiệp Tân Cộng hòa là khối quốc hội lớn nhất. Đối thủ của họ giành được rất ít ghế, như đảng Cộng sản mất 137 ghế so với 1956. Số lượng ít ỏi các đại biểu tả khuynh được lý giải là do sự chia rẽ giữa những đảng tả khuynh về việc ủng hộ hay không ủng hộ đệ ngũ Cộng hòa, cũng như thể thức hai vòng tạo lợi thế cho các đảng có thể thành lập liên minh với nhau.
De Gaulle được bầu làm tổng thống Pháp bởi đại cử tri đoàn ngày 21 tháng 9. Bộ trưởng Tư pháp Michel Debré trở thành thủ tướng. Các đảng tả khuynh ủng hộ đệ ngũ Cộng hòa (SFIO và PR) rời khỏi khối đa số tổng thống. Chính phủ trung hữu đầu tiên của de Gaulle được thành lập.

## Kết quả (chính quốc Pháp)
| Đảng                    | Đảng                                                             | Vòng đầu   | Vòng đầu | Vòng hai   | Vòng hai | Tổng số ghế |
| Đảng                    | Đảng                                                             | Phiếu bầu  | %        | Phiếu bầu  | %        | Tổng số ghế |
| ----------------------- | ---------------------------------------------------------------- | ---------- | -------- | ---------- | -------- | ----------- |
|                         | Trung tâm Quốc gia Những người độc lập và Nông dân và Trung dung | 4.092.600  | 19.97    | 4.250.083  | 23.60    | 132         |
|                         | Đảng Cộng sản Pháp                                               | 3.882.204  | 18.94    | 3.741.384  | 20.78    | 10          |
|                         | Liên hiệp Tân Cộng hòa và Gaullist                               | 3.603.958  | 17.58    | 4.769.052  | 26.48    | 189         |
|                         | Chi bộ Pháp của Quốc tế Công nhân                                | 3.167.354  | 15.45    | 2.484.417  | 13.80    | 40          |
|                         | Đảng Cấp tiến, Bất đồng chính kiến và Cộng hòa Trung dung        | 2.695.287  | 13.15    | 1.398.409  | 7.77     | 37          |
|                         | Phong trào Cộng hòa Nhân dân và Dân chủ Cơ đốc giáo              | 2.387.788  | 11.65    | 1.365.064  | 7.58     | 57          |
|                         | Cực hữu                                                          | 669.518    | 3.27     |            |          | 1           |
| Tổng cộng               | Tổng cộng                                                        | 20.498.709 | 100.00   | 18.008.409 | 100.00   | 466         |
|                         |                                                                  |            |          |            |          |             |
| Nguồn: Macridis & Brown |                                                                  |            |          |            |          |             |